# Pterocaesio trilineata
Pterocaesio trilineata är en fiskart som beskrevs av Carpenter, 1987. Pterocaesio trilineata ingår i släktet Pterocaesio och familjen Caesionidae. Inga underarter finns listade i Catalogue of Life.